# Flagge Guernseys
Die aktuelle Flagge Guernseys, einer britischen Kanalinsel, wurde am 30. April 1985 angenommen.

## Beschreibung

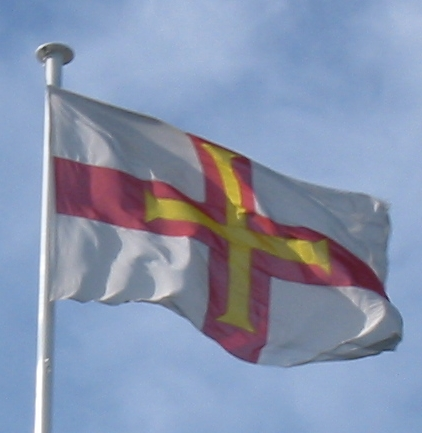
Flagge Guernseys

Die Flagge zeigt das rote Georgskreuz. Darüber liegt ein zweites goldenes Kreuz. Es verweist auf Wilhelm den Eroberer, der während der Schlacht bei Hastings solch ein Kreuz in seiner Flagge trug.

## Geschichte
Im 19. Jahrhundert wurde eine Ensign (Seeflagge) mit einem blau-weißen Schachbrettmuster für Guernsey verwendet. Später verwendete Guernsey das rote Georgskreuz auf weißem Grund. Guernsey erhielt 1936 die Erlaubnis, es für seine Flagge zu benutzen.

1:2  Flagge Guernseys um 1863
1:2  Flagge Guernseys vor 1985

## Flaggen der Inseln
Die Flagge Alderneys wurde am 20. Dezember 1993 eingeführt. Auf der Flagge ist ein Georgskreuz zu sehen in dessen Mitte das Wappen Alderneys steht. Das Wappen zeigt einen gekrönten, goldenen Löwen, der wild einen Sprössling hält auf grünem Hintergrund mit einer goldenen Umrandung.
Die Insel Brecqhou (Brechou) erhielt am 23. November 1967 eine eigene Flagge. Sie entspricht der Flagge Sarks, zu deren Territorium die Insel gehört. Zusätzlich führt sie im unteren Flugteil das Wappen Brecqhous.
Die Flagge Herms ist weiß mit einem roten Georgskreuz, das links oben das Wappen von Herm zeigt. Das Wappen ist blau und wird von einem gelben Diagonalstreifen geteilt. Im blauen Bereich sind zwei weiße Delfine zu sehen und im gelben Diagonalstreifen drei schwarze Mönche. Die drei schwarzen Mönche stellen die Missionare St. Magloire, St. Sampson und St. Helier dar, die im 6. bis 9. Jahrhundert die Kanalinseln christianisierten. Die Flagge wurde vom britischen Vexillologen William Crampton entworfen. Das Wappen Herms wurde 1953 angenommen. Um 1951 benutzte die Insel eine blaue Flagge mit dem Wappen Guernseys bei der gehissten Flagge.
Die Flagge Sarks zeigt ein rotes Georgskreuz auf weißem Grund mit zwei goldenen Löwen auf rotem Grund (der historischen Flagge der Normandie) im linken oberen Feld. Sie wurde von 1938 von Herbert Pitt entworfen und im selben Jahr angenommen. Sie diente zunächst als persönliche Flagge des Feudalherrn der Insel (Seigneur bzw. Dame de Sercq), zu diesem Zeitpunkt Sibyl Hathaway. Funktionen, die einer Nationalflagge ähnlich sind, erfüllt sie erst, seit der Seigneur John Michael Beaumont sie zur Verwendung bei den Island Games freigab, für die eine Flagge benötigt wurde. An diesen internationalen Sportwettkämpfen nimmt Sark seit 1987 teil. Als Seeflagge kann die Flagge Sarks nicht verwendet werden. Der frühere Besitzer der mit Sark verbundenen Nachbarinsel Brecqhou verwendete dieselbe Flagge, unter Hinzufügung eines Wappens rechts unten.

1:2  Flagge Alderneys
3:5  Flagge des Vorbesitzers von Brecqhou, der Matchans
3:5  Flagge Herms
3:5  Flagge Sarks

## Weitere Flaggen Guernseys

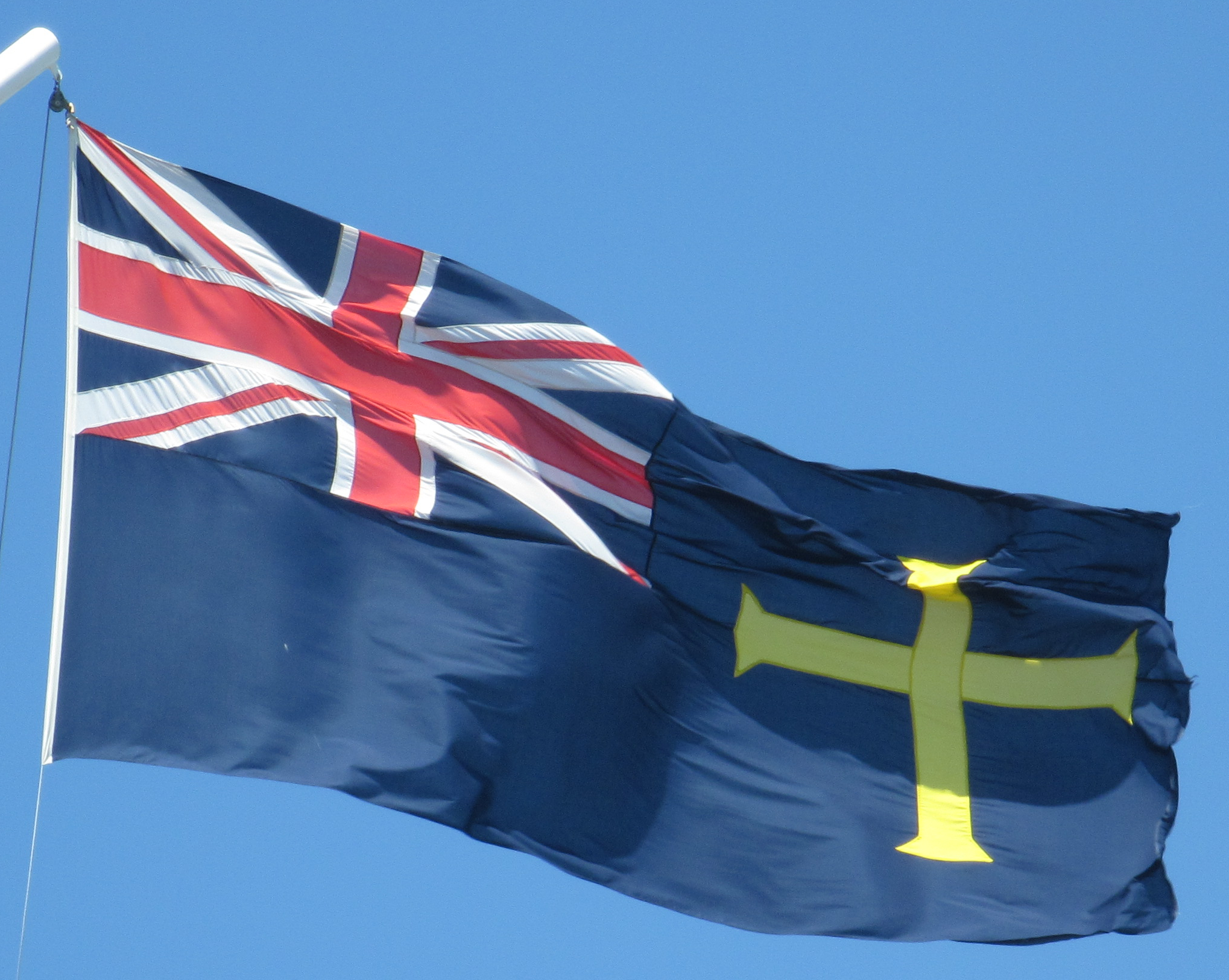
Seedienstflagge

1:2 Flagge des Gouverneurs
1:2  Handelsflagge Guernseys (Red Ensign)
1:2  Seedienstflagge Guernseys (Blue Ensign)